# Ami Lanmark
Ami Lanmark, Ann-Mari Irene Lanmark, född 1950 i Stockholm, är en svensk målare och keramiker. Ami Lanmark är utbildad vid HDK i Göteborg
Hon arbetar med olika tekniker, framförallt måleri och keramik.
Hon har ateljé i Göteborg på Konstepidemin.
Ami Lanmark har deltagit i ett flertal separat- och samlingsutställningar i Sverige och utomlands.

## Separatutställningar
- Galleri3 Vänersborg 2014
- Galleri Konstepidemin och Pannrummet, Göteborg 2010
- Lagerhuset Göteborg 2003
- Konsthantverkarna i Örebro 2001
- Sintra Göteborg 1988, 2000
- Formargruppen Galleri, Malmö, 1999
- Pannrummet, Konstepidemin 1995
- Arkitekturgalleriet, Mullsjö 1993

## Representerad
- Göteborgs universitet
- Jönköpings läns landsting
- Tulipamwe collection - Namibia
- Svensk Keramik under 1900-talet, red Bengt Nyström
- V:a götalandsregionen